# Lijst van bekende Serviërs
Hieronder volgt een lijst van bekende Serviërs met een artikel op Wikipedia.

## Bekende tv-persoonlijkheden
- Kristina Bozilovic

## Sporters
- Novak Đoković, tennisser
- Siniša Mihajlović, voetballer
- Dušan Tadić, voetballer
- Dejan Stanković, voetballer
- Danko Lazović, voetballer
- Milan Jovanović, voetballer
- Nemanja Vidić, voetballer
- Mateja Kežman, voetballer
- Miralem Sulejmani, voetballer
- Marko Pantelić, voetballer
- Sergej Milinković-Savić, voetballer
- Bojan Krkić, voetballer
- Filip Đuričić, voetballer
- Vlade Divac, basketballer
- Nikola Jokić, basketballer
- Olivera Jevtić, atlete
- Janko Tipsarević, tennisser
- Ana Ivanović, tennisster
- Branislav Ivanović, voetballer
- Jelena Janković, tennisster
- Milorad Čavić, zwemmer
- Dusan Lajovic, tennisser
- Dušan Vlahović, voetballer
- Filip Kostić, voetballer

## Muzikanten
- Svetlana Ražnatović (beter bekend als Ceca)
- Goran Bregović
- Željko Joksimović
- Marija Šerifović
- Milan Stanković
- Rambo Amadeus
- Azra

## Acteurs
- Mirjana Karanović, actrice en regisseuse
- Karl Malden, Hollywoodacteur
- Rade Šerbedžija, Hollywoodacteur
- Dragan Bakema, acteur in diverse Nederlandse films

## Staatslieden
- Nikola Pašić - politicus
- Slobodan Milošević - politicus, rechtsgeleerde
- Zoran Đinđić - politicus
- Miloš Obrenović - stamvader van het huis Obrenović

## Nobelprijswinnaars
- Ivo Andrić - schrijver

## Wetenschappers
- Milutin Milanković – wiskundige, civiele techniek
- Nikola Tesla - uitvinder, elektrotechnicus en natuurkundige
- Vuk Karadžić - taalkundige

## Kunstenaars
- Marina Abramović - conceptueel en perfomancekunstenares